# Gonodonta uncina
Gonodonta uncina är en fjärilsart som beskrevs av Jacob Hübner 1818. Gonodonta uncina ingår i släktet Gonodonta och familjen nattflyn. Inga underarter finns listade i Catalogue of Life.